# Eilema okiensis
Eilema okiensis là một loài bướm đêm thuộc phân họ Arctiinae, họ Erebidae.